# Носенко Сергій Михайлович
Сергій Михайлович Носенко (нар. 28 вересня 1969, Київ) — кандидат в Президенти України, український бізнесмен, інвестбанкір, керівник інвестиційної компанії у США

## Біографія
Сергій Носенко народився в місті Києві. У 1992 році закінчив магістратуру в області комп'ютерних наук і систем автоматизованого проєктування в Національному технічному університеті «Київський політехнічний інститут». У 2001 році отримав другу ступінь магістра в галузі управління міжнародними економічними відносинами в Українській академії зовнішньої торгівлі.

### Кар'єра
З 1994 по 2011 Сергій Носенко займав керівні посади в міжнародному фінансовому холдингу Coris Group. Очолював розвиток компанії в країнах СНД і Балтії, а також керував M&А операціями компанії в цілому ряді пострадянських держав. За більш ніж 25-річну кар'єру брав участь у створенні та управлінні успішними інвестиційними проєктами в 30 країнах світу.
Після відходу з компанії Coris в 2011 році Сергій Носенко приєднався до міжнародної інвестиційної компанії International Investment Partners зі штаб-квартирою в США. Компанія є холдинг, який займається стратегічним і фінансовим консалтингом, інвестбанкингом, антикризовим управлінням в різних сферах. Має представництва в Нью-Йорку, Лондоні, Парижі, Гонконзі і Києві. Забезпечує повний комплекс інвестиційних послуг на міжнародних ринках, має ліцензії відповідно до вимог фінансових регуляторів США.
Сергій Носенко обіймає посаду старшого керуючого директора, очолює європейський підрозділ IIP. Також Носенко є головою напрямку інвестиційної діяльності та практики Global Management Consulting. Носенко також координує нові приватні інвестиції в акціонерний капітал операцій IIP, працюючи з дочірніми офісами і акредитованими інвесторами по всій Європі, особливо в регіоні Східної Європи.
У декларації вказана зарплата в розмірі понад $ 250 тисяч в рік, він входить в 5 % найбагатших людей в США за рівнем доходів.
Головні проєкти, якими зараз керує Сергій Носенко в International Investment Partners — бізнес в області сировинних ресурсів і базових металів і інфраструктури для ринків північній і південній Америки і Азії. Серед партнерів і клієнтів компанії — всесвітньо відомі компанії як UBS, Deutsche Bank, KPMG, Soros, Jefferies, KKR, Blackstone і інші.
Якщо говорити просто, то я шукаю і знаходжу фінансові кошти під будь-які бізнес-проєкти. Найважче в цьому бізнесі — знайти гарну угоду. Це може бути існуюча компанія, яка продається або шукає інвестора, або абсолютно новий бізнес. Операцію можна придумати, скласти з різних шматків: скласти план, знайти команду, фінансування, — і запустити її. Для цього, з одного боку, потрібно бути в курсі того, що відбувається в різних галузях економіки, розуміти тренди і зростаючі ринки. А з іншого — знати інвесторів, людей, які керують великими грошима, і бути готовим «продати» їм свій проєкт.

## Вибори Президента України 2019
Сергій Носенко — кандидат в Президенти України на виборах 2019 року. Самовисуванець.

### Політична програма
Сергій Носенко — праволіберал, прибічник ідеології Республіканської партії США.
Виступав за лібералізацію законодавства та податкового регулювання, приватизацію державних підприємств, відкриття ринку землі, обмеження повановажень державних чиновників та силових структур у сфері економіки
Прибічник надання громадянам вільного права на носіння зброї та самозахист зі зброєю
Ініціатор дискусій щодо скасування ПДВ в Україні та заміні його на податок із продажів за американсько моделлю.

## Бізнес в Україні
Під брендом «Розвиток» Сергій Носенко будує в Україні мережу креативних хабів. Хаб «Розвиток» — це коворкінг і відкритий простір, в якому можна організовувати і проводити культурні та просвітницькі заходи: лекції, тренінги, дискусії. Це бізнес-проєкт, який несе значне соціальне навантаження.
«Хаб» Розвиток буде не просто класичним простором коворкінгу і освіти. Це більше соціально-просвітницький проєкт, головним завданням якого є формування нових спільнот людей, які зацікавлені в отриманні сучасних знань, інтелектуальних дискусіях.— сказав Сергій Носенко в ході відкриття хаба
«Розвиток» — це інвестиції в людський капітал в Україні.— сказав Сергій Носенко на відкритті хаба в Харкові